# Вулиця Пушкіна (Євпаторія)
Вулиця Пушкіна — одна з найдовших вулиць у місті Євпаторія. Бере свій початок з вулиці Дувановської і закінчується вулицею Полупанова, знаходиться у курортній частині міста. Історична назва — Перша Продольна вулиця.

## Будівлі
- Будинок Шапшала
- Санаторій «Орен-Крим»
- Дендропарк
- Санаторій «Тавріда»
- Пансіонат «Оазис»
- Дитячий санаторій «Лучезарний»
- Стадіон «Авангард»